# Habitatge al carrer Gurb, 51 (Vic)
L'Habitatge al carrer Gurb, 51 és una obra eclèctica de Vic (Osona) inclosa a l'Inventari del Patrimoni Arquitectònic de Catalunya.

## Descripció
Edifici civil. Casa entre mitgeres. Consta de planta baixa i tres pisos. La façana presenta un eix de simetria central. Presenta un portal rectangular central i dos laterals. Dos balcons a cada pis que disminueixen amb l'alçada. Al centre del primer pis hi ha una fornícula buida. Les baranes dels balcons són de ferro forjat amb decoracions. Estuc amb imitacions de pedra picada. Colls de biga amb ceràmica vidriada.

## Història
L'antic camí de Gurb sorgí com la prolongació del carrer de les Neus vers el segle xii i on s'anaren transformant les masies i edificacions en cases entre mitgeres que seguien el traçat natural del camí. Al segle xv es construí l'església gòtica dels Carmelitans prop de l'actual carrer Arquebisbe Alemany, enderrocada el 1655 en convertir-se la ciutat en plaça fortificada contra els francesos durant la guerra dels Segadors. Als segles XVII-XVIII es construí l'actual convent i l'església dels Carmelitans calçats. Al segle xviii la ciutat experimenta un fort creixement i aquests carrers itinerants es renoven formant part de l'Eixample Morató. Al segle xix, amb la urbanització de l'Horta d'en Xandri entre el carrer Gurb i de Manlleu també es renova. Actualment el carrer viu una etapa d'estancament i convindria revitalitzar-lo
L'edifici és probablement del segle xviii i l'estat actual prové d'una reforma del 1890.